# Johannes Wohlmuth
Johannes Wohlmuth (János) [ˈjaːnoʃ] (* 1642 in Rust; † 9. Jänner 1724 in Ödenburg) war ein Komponist und Organist des Barock im Königreich Ungarn.

## Leben
Johannes Wohlmuth kam 1642 in der damaligen Marktgemeinde Rust in einer deutschsprachigen evangelischen Familie zur Welt. Er studierte in Ödenburg, Breslau und in Wittenberg, wo er 1666 seine Disputatio de aqua herausgab. Von 1667 bis 1674 war er Rektor und Kantor in Rust. Danach floh er wegen Religionsverfolgung nach Regensburg, wo er bis 1686 Musiklehrer war. Nach seiner Rückkehr war er als Organist und Kapellmeister bis 1721 in Ödenburg tätig. Er unterrichtete neben anderen Schülern, zwei Söhne des Fürsten Pál Esterházy, „auf dem Clavir“.
Von ihm ist eine Sammlung von Tänzen für Cembalo und ein Miserere für fünf Solisten, fünfstimmigen Chor und Orchester überliefert (1696). Er verfasste das erste Lehrbuch für Tasteninstrumente Ungarns, das „Starck-Virginalbuch“, mit weltlichen und kirchlichen Stücken.